# 茹尔昂沃
茹尔昂沃（法語：Jours-en-Vaux，法語發音：[ʒuʁ ɑ̃ vo]，意为“谷地中的茹尔”）是法国科多尔省的一个旧市镇，属于博讷区。2016年，茹尔昂沃与市镇伊夫里昂蒙塔涅合并为新市镇瓦勒蒙。

## 地理
茹尔昂沃（47°2'12"N, 4°34'40"E）面积8.81 平方千米，位于法国勃艮第-弗朗什-孔泰大區科多尔省，该省份为法国中东部省份，北起奥布省，西接涅夫勒省和约讷省，南至索恩-卢瓦尔省，东南接汝拉省，东临上索恩省，东北部与上马恩省接壤。
与茹尔昂沃接壤的市镇（或旧市镇、城区）包括：索塞。

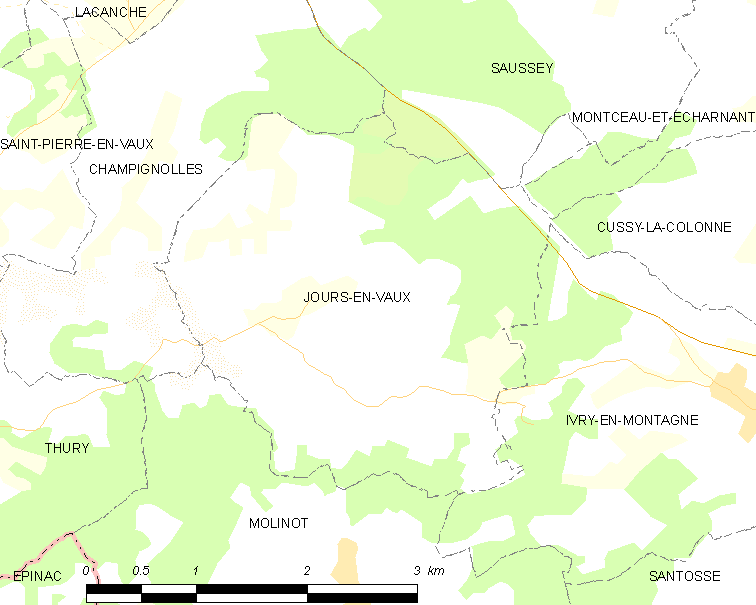
茹尔昂沃的OSM定位图

茹尔昂沃的时区为UTC+01:00、UTC+02:00（夏令时）。

## 行政
茹尔昂沃的邮政编码为21340，INSEE市镇编码为21327。

## 政治
茹尔昂沃所属的省级选区为阿尔奈勒迪克县。

## 人口

1962-2008年间茹尔昂沃人口变化图示

茹尔昂沃于2018年1月1日时的人口数量为96人。